# 拉埃斯特雷 (奇里基省)
拉埃斯特雷是巴拿马奇里基省布加瓦区的一个城市。 该市面积为51.9平方（20.0平方英里），2010年时人口为4,665，故其人口密度为90名居民每平方（230名居民每平方英里）。 1990年时人口为3,721，2000年时人口为4,433。